# Moabitas
Los moabitas, cuyo territorio se conocía como Moab (en hebreo: מוֹאָב‎, Môʾāḇ(tiberiano), Moʾav; en asirio Muʾaba, Maʾba o Maʾab; en egipcio Muʾab; en árabe: مؤاب‎, Muʾāb; en griego: Μωάβ, Mōáb o Μοαβῖτις, Moabitis), fueron una civilización semita que vivía al este del mar Muerto, en la actual Jordania. Se originó durante el Bronce Reciente debido a la llegada de los pueblos del mar.

## Etimología
El término hebreo מוֹאָב (Môʾāḇ) es de etimología desconocida; existen varias propuestas, más o menos populares («semilla de un padre»; «desear», etc.) pero ninguna ampliamente aceptada.
Otra versión es la que se da en la Biblia, donde se narra que Moab (patriarca del posterior pueblo moabita) sería el primero de los dos hijos (junto con su hermano Amón o Ben-Ammi, patriarca de sus aliados los amonitas) que Lot habría tenido incestuosamente con sus propias hijas, que lo emborracharon al creerse en la obligación de tener relaciones con su padre para perpetuar su descendencia tras la destrucción de Sodoma y Gomorra.

## Geografía
El territorio de Moab se extendía desde el extremo norte del mar Muerto hasta el río Arnon, unos 40 km al sur. Se trataba de una meseta con abundante agua que podía mantener una importante cabaña ganadera. Limitaba al este con Amón y el desierto; los límites lo marcaban pequeñas colinas, en primavera cubiertas de hierba.
Las precipitaciones eran abundantes y los veranos más fríos que en la región de Judea. En invierno y primavera no era infrecuente la nieve.

## Historia
| Estados fenicios Imperio asirio Reino de Israel Reino de Aram-Damasco Reino de Amón Tribus arameas | Pentápolis filistea Reino de Judea Reino de Moab Tribus árabes Reino de Edom Tribus nabateas |

Mapa del sur del Levante mediterráneo, ca. 830 a. C. Las regiones representadas son, de este a oeste y de norte a sur:
Estados fenicios
Imperio asirio
Reino de Israel
Reino de Aram-Damasco
Reino de Amón
Tribus arameas
Pentápolis filistea
Reino de Judea
Reino de Moab
Tribus árabes
Reino de Edom
Tribus nabateas

Está atestiguada la construcción de canales de irrigación ya alrededor del año 3000 a. C., aunque alguna catástrofe ocurrida alrededor del 1900 a. C. provocó que se abandonaran y la población adoptara un estilo de vida nómada. Gradualmente volvieron a surgir nuevos asentamientos y fortalezas amuralladas, que formaban una barrera para los beduinos de las estepas del desierto oriental.
La existencia de los moabitas está atestiguada por numerosos hallazgos arqueológicos, muy notablemente la estela de Mesha, que describe la victoria moabita sobre un anónimo hijo del rey Omrí de Israel. Moab es mencionado y representado como objeto de una campaña de Ramsés II en sus listas. Según la Biblia, tras la conquista de Canaán por parte de los hebreos el territorio de Moab correspondería a la tribu de Rubén y, de hecho, parece que estuvieron sometidos temporalmente a control hebreo. Con todo, consiguieron independizarse y controlar a su vez zonas de Judá e Israel de manera temporal.
Su capital estaba en Dibon, situada cerca de la moderna localidad jordana de Dhabian. Los asirios los conquistaron alrededor del 732 a. C., convirtiéndolos en vasallos y demandando tributo, al igual que los babilonios. Los griegos denominaron al territorio Moabítide, que se corresponde con el reino de Moab.
Flavio Josefo habla de los moabitas como una nación de Celesiria y nombra las ciudades moabitas conquistadas por Alejandro Janneo: Heshbon, Medaba, Pellas, y otras al norte del río Arnon, que según él delimitaba las tierras entre moabitas y amorreos.

## Economía
El territorio de Moab contaba con abundante agua; en la llanura se producía grano y frutas. Además, podía mantener una importante cabaña ganadera, sobre todo ovejas.

## Narrativa bíblica

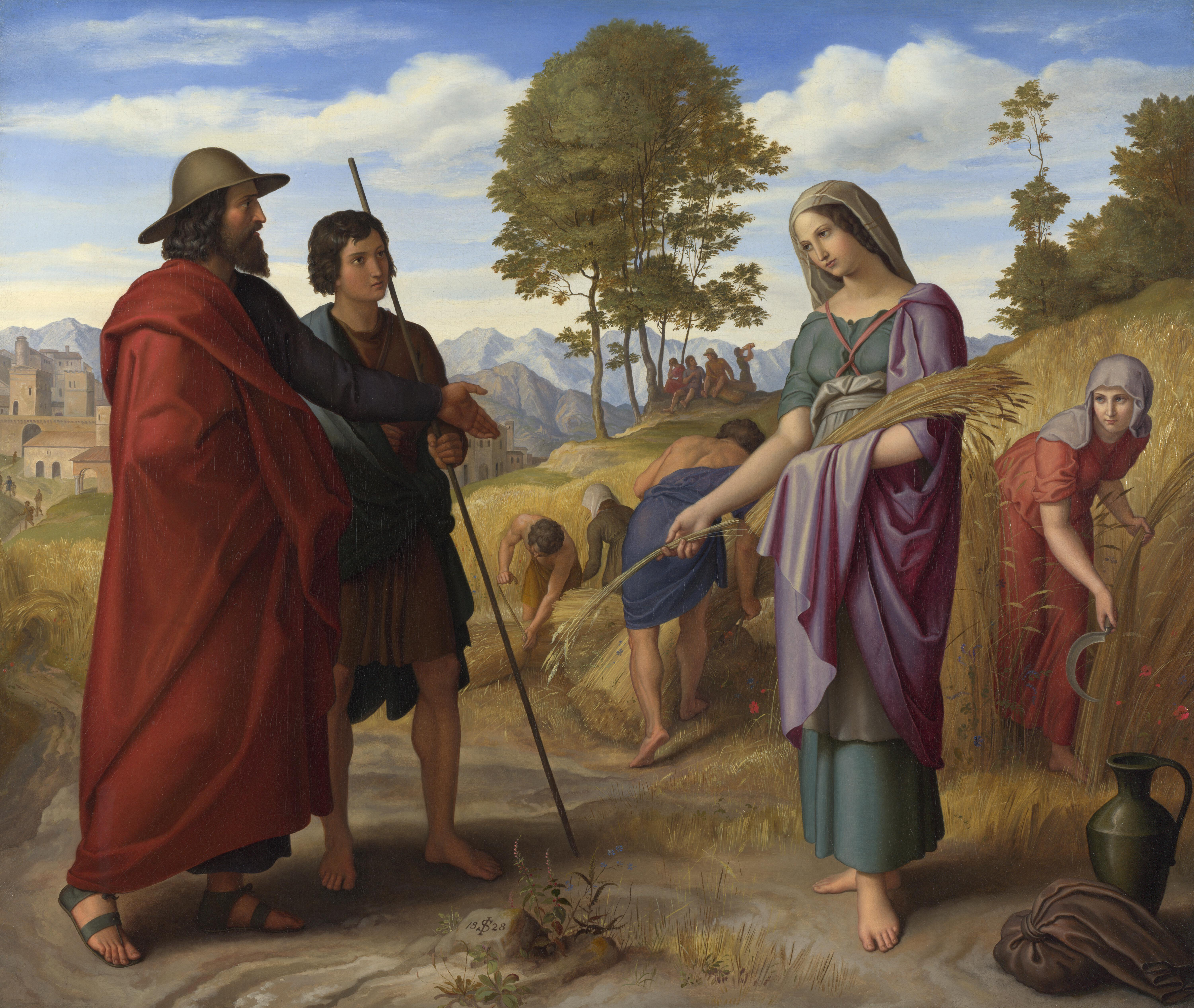
Ruth en el campo de Boaz, libro del Antiguo Testamento, por Julius Schnorr (1828).

Según la Biblia, las dos hijas de Lot le emborracharon con el fin de tener relaciones sexuales y concebir hijos después de la destrucción de Sodoma y Gomorra y nacieron Moab (epónimo de los moabitas) y Amon (de los amonitas) como resultado.
Cuando los israelitas se pusieron en marcha y acamparon en las llanuras de Moab al otro lado del Jordán, frente a Jericó, los moabitas se llenaron de miedo y se angustiaron al ver que los israelitas eran muchos. Así que buscaron ayuda de los ancianos líderes de Madián para traer a Balaam para que maldijera a los israelitas. Sin embargo, YHVH (Dios nacional de los israelitas) no lo permitió, y Balaam dio un oráculo sobre lo que haría Israel con Moab y otras naciones "en los días postreros".  Antes de entrar a la tierra prometida, Yahvé reiteró el pacto con los Israelitas en Moab. La Biblia indica que Moisés murió allí.
Se menciona que los israelitas adoraban los dioses de Canaán, lo que provocó la ira de Yahvé, Yahvé vuelve poderoso a Eglón, rey de Moab, y somete a los israelitas durante 18 años. Los israelitas clamaron a Yahvé, y él les dio un libertador; Aod, que tras una estrategia llega al rey de los moabitas y lo asesina, luego, los israelitas derrotaron a unos 10 000 moabitas, y Moab quedó sometido a Israel.
Rut, una moabita, llegó a ser antepasada de David, rey de Israel. Saúl, rey de Israel, luchó contra los moabitas entre otras naciones y los venció. Cuando David huía de Saúl, dejó a sus padres por un tiempo en Moab. Después de llegar a ser rey, David derrotó a los moabitas y pasaron a ser vasallos tributarios de él. Fueron vasallos del reino del Norte hasta la muerte de Acab, cuando se negaron a pagar tributo y declararon la guerra al reino de Judá.
Los libros proféticos hacen abundante mención a Moab, muchas veces de manera condenadora. Sofonías afirmó que "Moab vendrá a ser como Sodoma y los amonitas como Gomorra: se volverán campos de espinos y minas de sal, desolación perpetua."
Ayudaron a Nabucodonosor en su expedición contra Joaquín. Desaparecieron como pueblo diferenciado definitivamente en el periodo persa y posteriormente su territorio fue ocupado por oleadas de tribus árabes del norte de Arabia, incluidos cedaritas y nabateos. En Nehemías ya se menciona a los árabes en lugar de los moabitas como aliados de los amonitas.

## Cultura

### Idioma
El idioma moabita estaba estrechamente relacionado con el hebreo bíblico, hasta el punto de considerarse una variedad dialectal. La principal fuente de conocimiento sobre el moabita proviene de la estela de Mesa, que es el único texto extenso conocido en este idioma. Además, se halló una inscripción de tres líneas en Al-Karak, así como unos cuantos sellos. Se escribía mediante una variante del alfabeto fenicio.

### Religión
Los moabitas eran politeístas y seguidores de la antigua religión semítica como otros pueblos semitas de la zona, el Libro de Números dice que inducían a los hebreos a unirse a sus sacrificios y culto: su principal dios era Quemos (hasta el punto de que la Biblia los llama ocasionalmente «pueblo de Quemos») y adoraban también a Baal-Peor, dios de la fertilidad, a este dios se le ofrendaba colocando unas vasijas en forma de cruz prendidas dentro con fuego durante la noche en el Monte Hermón probablemente, y todas las mujeres madres se formaban para cierta cruz ya que no era sólo una, dejaban caer a un bebé suyo recién nacido en la parte central-superior de la cruz y hasta que el niño se incinerase completamente, seguía la otra madre con su hijo. Se han hallado estatuillas de dioses y diosas probablemente relacionadas con cultos de la fertilidad y vinculadas a la diosa Ashthar-Quemos, la contraparte femenina de Quemos. También mencionan las inscripciones al dios Nebo, probablemente el dios mesopotámico Nabu.